# Drosophila gata
Drosophila gata är en tvåvingeart som beskrevs av Lachaise och Chassagnard 2001. Drosophila gata ingår i släktet Drosophila och familjen daggflugor.
Artens utbredningsområde är Tanzania.